# Lower Hutt
Lower Hutt é uma cidade na região de Wellington na Ilha Norte da Nova Zelândia. É administrado pelo Conselho Municipal de Hutt e é uma das quatro cidades que compõem a região metropolitana de Wellington. É a sétima cidade mais populosa da Nova Zelândia, com 102 mil habitantes.

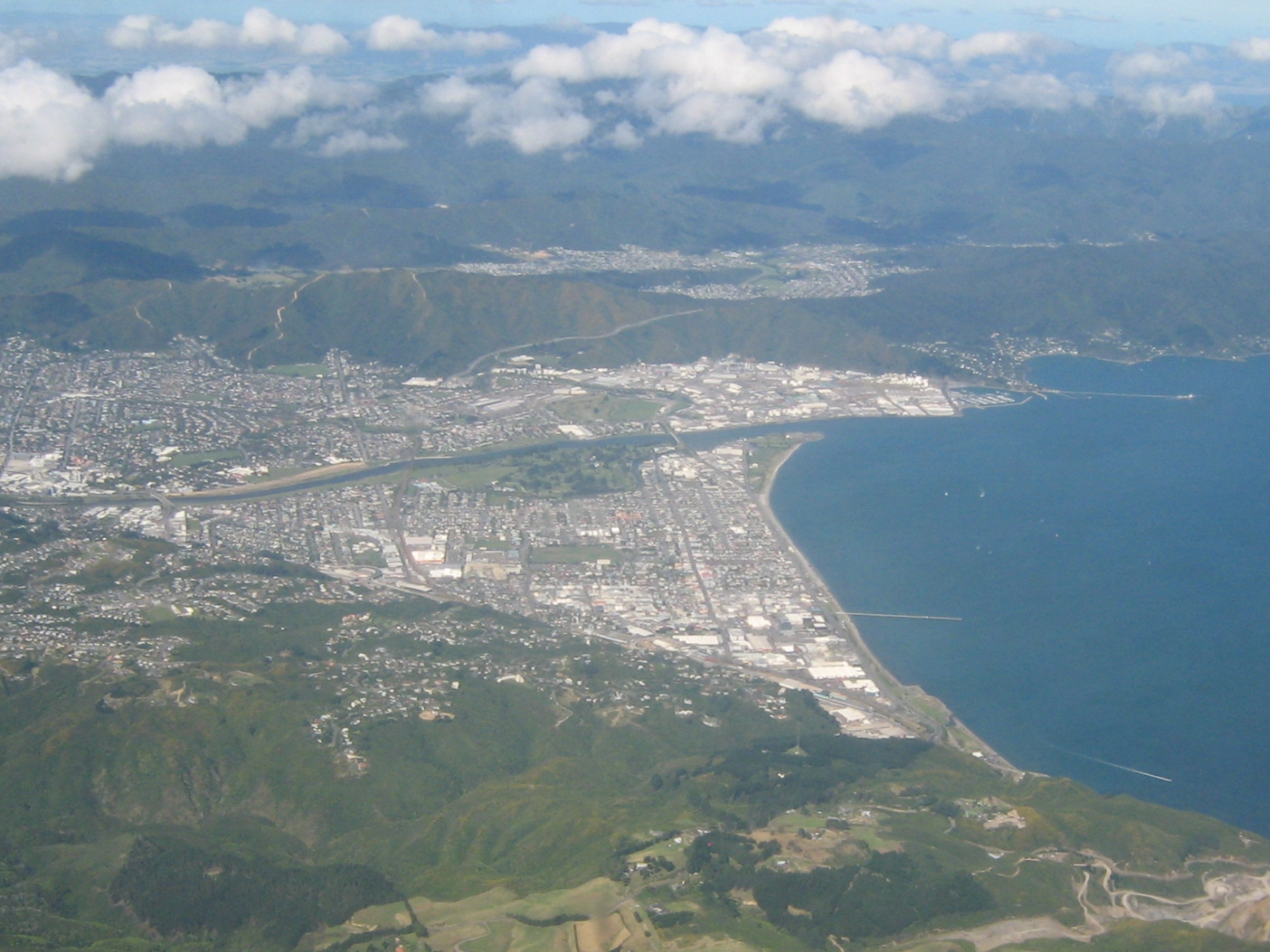